# 渔貂
漁貂（學名：Pekania pennanti），又名食魚貂，是鼬科貂熊亞科漁貂屬的一個物種。成年漁貂身長可達到75公分-120公分，是少數能獵殺豪豬的動物。雖命名為漁貂，但比起魚類，漁貂更喜歡獵食一些小型哺乳類動物更勝過以魚類為食。